# Fred Sturm
Frederick I. „Fred“ Sturm (* 21. März 1951 in Woodstock (Illinois); † 24. August 2014 in De Pere) war ein amerikanischer Jazz- und Fusionmusiker (Posaune, Komposition, Arrangement), der auch als Hochschullehrer wirkte.

## Leben und Wirken
Sturm, der bereits 1969 als Schüler sein erstes Jazz-Arrangement schrieb, war noch als Student Anfang der 1970er Jahre maßgeblich an der Gründung des Jazz-Studiengangs an der Lawrence University beteiligt. Bereits in seinem zweiten Studienjahr dort gründete er deren erstes Jazz-Ensemble (das ein Katalysator für die Gründung des Jazzstudiengangs war). 1973 machte er dort seinen Bachelor. Er setzte dann seine Studien an der University of North Texas und an der Eastman School of Music. Während seines Studiums an der University of North Texas in der Mitte der 1970er Jahre war Sturm Mitglied der One O’Clock Lab Band; von 1974 bis 1977 trat er weiterhin mit dem von ihm gegründeten Nonett Matrix auf, das mehrere Alben einspielte. Ab 1977 baute er als Hochschullehrer den Jazzstudiengang an der Lawrence University auf, den er bis 1991 leitete. Danach wurde er Professor für Jazzkomposition und -arrangement an der Eastman School of Music, wo er auch das Eastman Jazz Ensemble und das Studio Orchestra leitete. 2002 kehrte er nach Wisconsin zurück, um die Abteilung für Jazz- und Improvisationsmusik der Lawrence University zu leiten und die Kimberly-Clark-Stiftungsprofessur für Musik zu übernehmen. Zeitweise war er auch Gastprofessor am Det Jyske Musikkonservatorium und an der Associazone Italian Gordon per l'Apprendimento Musicale in Rom. Für seine Tätigkeit als Hochschullehrer wurde er 2010 wurde vom Fachmagazin Down Beat mit dem Jazz Education Achievement Award ausgezeichnet.
Sturms Komposition Abstract Image wurde 2003 mit dem ASCAP/IAJE-Preis ausgezeichnet. Seine Auftragskomposition Migrations wurde 2007 von Bobby McFerrin und der NDR-Bigband unter seiner Leitung uraufgeführt und im folgenden Sommer bei weiteren Konzerten vorgestellt. Für die hr-Bigband arrangierte er Werke von Astor Piazzolla (Libertango: Hommage an Astor Piazzolla) und von Steely Dan (Do It Again: Three Decades of Steely Dan), die er mit dem Klangkörper auch studierte, einspielte und 2009 als Alben veröffentlichte. 2010 folgte sein Radiohead Jazz Project, für das er ausgewählte Songs von Radiohead arrangieren ließ und mit dem Lawrence University Jazz Ensemble einspielte; die hr-Bigband aus Frankfurt führte die Radiohead-Arrangements 2011 in Deutschland auf; zahlreiche amerikanische Universitäten und High Schools haben das Repertoire anschließend in Konzerten präsentiert. Für weitere ausgewählte Projekte hat Sturm die Bohuslän Big Band, die Klüvers Big Band, die norwegische Arendal Big Band sowie Formationen in Italien und Schottland dirigiert. Weiterhin war er künstlerischer Leiter, Komponist und Arrangeur für das Baseball Music Project, ein Konzertprogramm in Zusammenarbeit mit der Baseball Hall of Fame.
Sturm ist der Autor des Lehrbuchs Changes Over Time: The Evolution of Jazz Arranging (Advance Music) und der Herausgeber der Partituren von Maria Schneiders Evanescence (Universal Edition) und Kenny Wheelers Collected Works on ECM (Universal Edition). Seine eigenen  Kompositionen und Arrangements sind bei Universal Edition, Kendor Music, Sierra Music Publications, The Lorenz Corporation, Neil A. Kjos Music Company, Advance Music und der Donald Hunsberger Wind Library (Alfred Music) erschienen.